# Buttino
Buttino è una frazione del comune svizzero di Blenio, nel Canton Ticino (distretto di Blenio).
Già comune autonomo, nel 1836 fu accorpato al nuovo comune di Ghirone, istituito per scorporo dal comune di Aquila (al quale Buttino fu temporaneamente aggregato tra il 1846 e il 1853); il 22 ottobre 2006 Ghirone, con Buttino, è stato accorpato agli altri comuni soppressi di Aquila, Campo, Olivone e Torre per formare il nuovo comune di Blenio.